# اشترودل

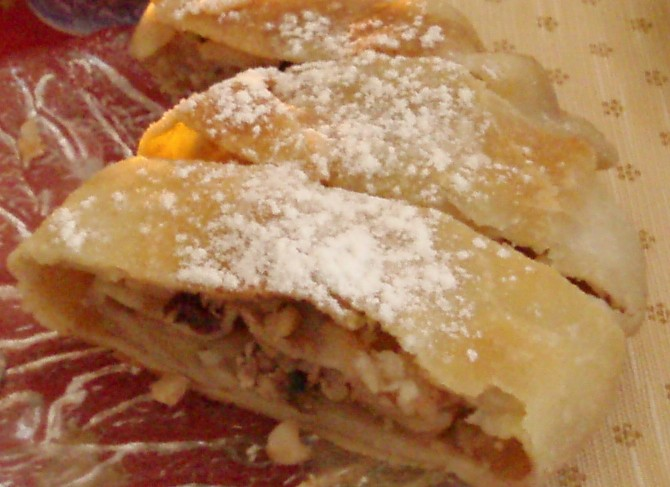
اشترودل.

اِشترودل یا اِسترودل نام یکی از شیرینی‌های اتریشی است. اشترودل ورقه نازکی از خمیر پخته‌است که لوله شده و لای آن شیرینی یا انواع موادغذایی باشد.
در تهیه شیرینی اشترودل در قدیم از شیرینی شرقی باقلوا الهام گرفته شده‌است.

## انواع اشترودل
اشترودل شیرین:
- اشترودل سیبی
- اشترودل گیلاسی
- اشترودل خشخاشی
- اشترودل شیرکرمی
- اشترودل نون خرمایی
- اشترودل کوکو شیرین

## اشترودل‌های شور
* اشترودل سبزیجات
- اشترودل نشاسته گندم
- اشترودل ادویه‌دار
- اشترودل شُشی
- اشترودل اسفناج
- اشترودل سیرخرسی
- اشترودل پنیر گردو
- اشترودل مرغ
- اشترودل پیتزا
- اشترودل اسفناج
- اشترودل پیتزا لقمه
- اشترودل کباب ترکی
- اشترودل بندری
- اشترودل کوکو سبزی
- اشترودل پیتزا
- اشترودل جوجه کباب
- اشترودل گوشت و قارچ